# The Recoil (film 1912)
The Recoil è un cortometraggio muto del 1912. Il nome del regista non viene riportato nei credit del film che, prodotto dalla Reliance, aveva come interpreti Henry B. Walthall, Gertrude Robinson, James Cooley.

## Trama
Giovanni, leader degli operai in sciopero, ha una figlia che ha non timore di esprimere idee contrarie a quelle anarchiche. Ricambiata da Simpson, il giovane sovrintendente che ammira il suo coraggio, accetta di sposarlo. Giovanni viene arrestato per disturbo della quiete pubblica e, quando viene rilasciato, è ormai passato un po' di tempo: sua figlia felicemente sposata con Simpson, ha avuto un bambino e ora il suo unico cruccio è quello per il padre. Questi, pieno di rabbia e di propositi di vendetta, ignorando che il sovrintendente è ormai suo genero, lo prende quando sa che è solo al lavoro, lo lega a una sedia e gli piazza davanti una bomba a orologeria. Poi va a cercare sua figlia. Ma, quando scopre del matrimonio, diventa sempre più furioso. Lei riesce a calmarlo mostrandogli gli abitini per il figlio. Inorridito, Giovanni corre a fermare la bomba, arrivando appena in tempo.

## Produzione
Il film venne prodotto dalla Reliance Film Company

## Distribuzione
Distribuito dalla Motion Picture Distributors and Sales Company, il film - un cortometraggio di una bobina - uscì nelle sale cinematografiche degli Stati Uniti l'8 maggio 1912.